# سیارک ۸۵۶۹
سیارک ۸۵۶۹ (به انگلیسی: 8569 Mameli، نامگذاری:1996TG) هشت هزار و پانصد و شصت و نهمین سیارک کشف شده‌است که در ۱ اکتبر ۱۹۹۶ کشف شد.